# Lustgas

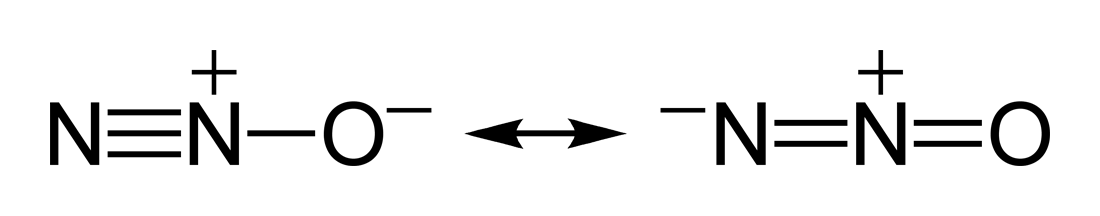
Lustgas stabiliseras genom resonans.

Lustgas, kväveoxidul, dikväveoxid, salpeteroxid, N2O, är en icke-brännbar gas. 

## Medicin
Den är relativt ofarlig vid kontrollerad användning, milt bedövande, men inte narkotikaklassad. Lustgas är en hallucinogen och kategoriseras under dissociativa droger.  Den används främst som smärtlindring vid förlossningar, operationer och inom tandvården eller för att inleda full narkos med annat ämne. 
Farmakologiskt är lustgas ett relativt säkert medel då den används inom vården och uppblandad med syre inandas i mask. I slutet av 1700-talet upptäcktes att lustgas kunde ge förändrat medvetandetillstånd, ge berusning och stilla smärtor. Första gången lustgas anges ha använts som bedövningsmedel var den 11 december 1844 när den amerikanske tandläkaren Horace Wells i samband med utdragning av en tand lät sig bedövas med lustgas.
Det finns färdiga blandningar bestående av lika delar syrgas och lustgas som säljs under namn som Entonox (tillverkas av BOC Group), Kalinox (tillverkas av Air Liquide) och Livopan (tillverkas av AGA). Svenska ambulanser är vanligtvis utrustade med någon av dessa produkter som kan användas för akut smärtlindring utan att anestesipersonal behöver närvara. 

### Risker
Om mängden syrgas i inandningsluften är låg på grund av att syret ersatts med lustgas kan syrebrist uppkomma. Detta kan i allvarliga fall leda till döden.
Lustgas minskar mängden vitamin B12 i kroppen. För långvarig eller för tät användning av lustgas kan därför ge B12-brist. Risker med upprepat så kallat rekreationellt lustgasbruk är neurologiska skador, allvarliga psykiska symtom och benmärgspåverkan med pancytopeni. Det finns också risk för kroniska besvär.

## Motorer
Lustgas underhåller förbränning något bättre än luft och används i lustgassystem för att höja effekten hos förbränningsmotorer och som oxidator i raketmotorer, till exempel i SpaceShipOne.
Gasen bildas även i katalytisk avgasrening.

## Förpackningar
Lustgas används som förpackningsgas i livsmedel och har E-nummer E 942. Lustgas finns även som drivmedel till exempel i patroner till gräddsifoner. Fördelen jämfört med luft är att lustgas inte orsakar härskning av fetter i matvarorna, som därigenom håller sig fräscha längre.

## Miljöeffekter
Lustgas räknas till växthusgaserna. Ett kg lustgas bidrar, enligt IPCC:s jämförelsemått för växthusgaser (GWP), under en 20-årsperiod lika mycket till växthuseffekten som 289 kg koldioxid. Andelen lustgas i atmosfären var 2015 cirka 328 ppb att jämföra med det förindustriella värdet cirka 280 ppb. Även om andelen lustgas i atmosfären alltså är mindre än en tusendel av andelen koldioxid gör dess kraftigare verkan att lustgasens bidrag till växthuseffekten är en knapp tredjedel av koldioxidens.
Lustgas påverkar även ozonet i stratosfären på så sätt att N2O fotolyseras till kväveoxid NO som bryter ned ozonmolekylerna O3 till syrgas O2 och kvävedioxid NO2. Idag är dikväveoxid den största källan av ozonpåverkande gaser. 
I dag finns det anläggningar för sjukhus att destruera lustgas. Lustgasen i utandningsluften samlas in. Den uppsamlade lustgasen skickas till en destruktionsapparat där den omvandlas till kvävgas och syrgas, innan den skickas ut i atmosfären

## Lokala förbud
Från 1 juli 2024 blir Staffanstorp kommun först i Skåne med (tio) lustgasfria zoner. Även Eskilstuna kommun planerar något liknande från 1 januari 2026.